# Charles Bennett
Charles Bennett (Shapwick, Dorset, Anglaterra, 28 de desembre de 1870 – Bournemouth, 9 de març de 1949) fou un atleta britànic que va córrer al tombant del segle XX i que era especialista en les curses de mitjana distància.
El 1900 va prendre part en els Jocs Olímpics de París, en què guanyà tres medalles, dues d'or i una de plata. En la cursa dels 1500 metres va guanyar la medalla d'or, en superar a la final al francès Henri Deloge i a l'estatunidenc John Bray, amb un temps de 4' 06,2" que suposava un nou rècord del món i que estigué vigent durant quatre anys, fins que James Lightbody el superà el 1904.
L'altra medalla d'or la guanyà en la cursa dels 5000 metres per equip, formant part de l'equip mixt britànic-australià juntament amb John Rimmer, Sidney Robinson, Alfred Tysoe i Stanley Rowley. Bennett fou el vencedor de la cursa amb un temps de 15' 29,2", rècord del món no oficial de la distància. La medalla de plata la guanyà en la cursa dels 4000 metres obstacles en acabar rere el britànic John Rimmer.

## Millors marques
- 1500 metres. 4' 06.2", el 1900 - Rècord del món
- Milla. 4' 24.2", el 1899
- 2 milles. 9' 35.0", el 1898
- 5000 metres. 15' 20.0", el 1900
- 4 milles. 19' 48.0", el 1899[2]